# Yasin Özdenak
Yasin Özdenak (ur. 11 października 1948 w Iskenderunie) – turecki piłkarz grający na pozycji bramkarza, trener piłkarski.

## Życiorys
Podczas swojej kariery w tureckiej Superlidze w latach 1965–1977 reprezentował barwy İstanbulsporu i Galatasaray SK, z którym wygrywał ligę aż czterokrotnie i dwukrotnie zdobywał puchar krajowy.
W 1977 roku, Bracia Ertegün, współwłaściciele New York Cosmos sprowadzili Özdenaka, który w Stanach Zjednoczonych był znany jako Erol Yasin. Grał razem z piłkarskimi legendami takimi jak Pelé czy Franz Beckenbauer. Z tym klubem w 1978 roku wygrał ligę NASL, a w 1979 roku, zakończył w tym klubie karierę sportową.
W drużynie narodowej w latach 1971–1975 rozegrał w sumie 6 meczów.
Po zakończeniu piłkarskiej kariery pracował jako trener. W latach 1981–1982 prowadził razem z Hennesem Weisweilerem New York Cosmos. Później pracował m.in. Sydney Crescent Star, FC Seoul i w Hull City jako dyrektor techniczny.

## Sukcesy

### Galatasaray SK
- Mistrz Turcji: 1969, 1971, 1972, 1973
- Puchar Turcji: 1973, 1976
- Superpuchar Turcji: 1969, 1972
- Puchar Kanclerza: 1975
- Puchar TSYD: 1967, 1970, 1977

### New York Cosmos
- Mistrz USA: 1978